# 御握

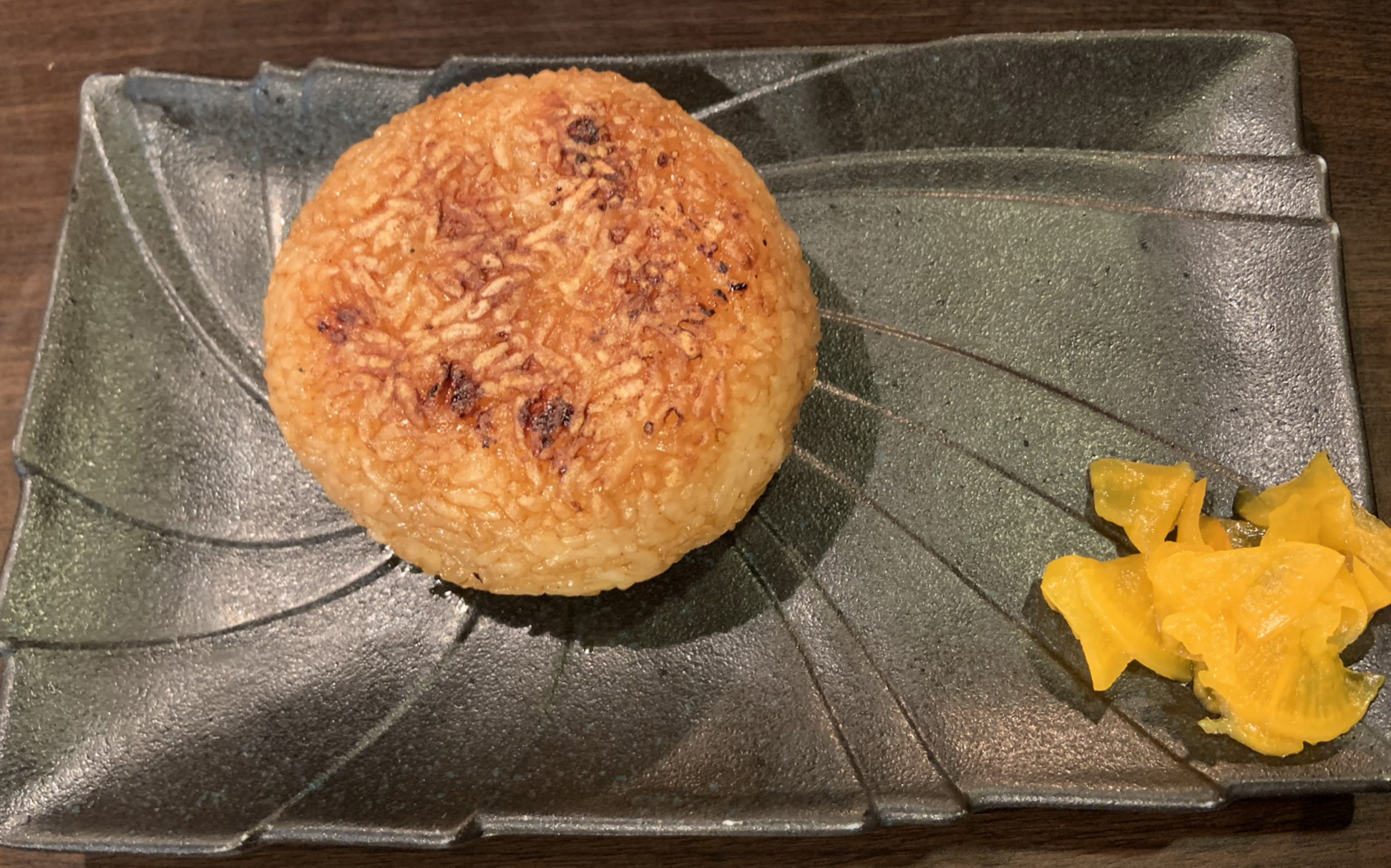
烤日式饭团和醃蘿蔔

御握（日语：／ Onigiri），别称御結、握飯、御飯糰、日式飯糰或三角飯糰等，是日本料理中将白饭捏成三角形或圆柱状的米饭团，外侧通常会用海苔包住，和以醋飯製成的壽司不同。御握中经常会加入梅子、腌制三文鱼、鲣鱼干、海带和明太子等酸咸味道的食物以利于保存。